# 葉月ゆら
葉月 ゆら（はつき ゆら、9月17日 - ）は、日本の女性歌手。兵庫県神戸市出身。歌う曲調は多岐に渡り、ゴシック・民族音楽ジャンルを主体に活動し、メジャーシーンでの作詞家としても活躍している。

## 経歴
自身のサイト『カルチェラタン』を開設。歌にアニメーションを付けたFlash作品がインターネット上で注目され、2006年1月にはpro-net incより、インディーズデビューを果たす。現在も多くの作品を自身のサイトやCD制作で公開している。
その後、株式会社マカロンボックスの提携アーティストとして移籍しCDのリリースなどを行っていた。2009年、株式会社ティームエンタテインメントからCD「少女標本」でメジャーデビュー。
現在は株式会社ミントフォレストの提携アーティスト。

## 人物
- 元喫茶店員である。
- 猫好きであり、猫を題材にした作品を多く自ら作詞・作曲している。一方でゾンビやホラー物が好きという一面も持つ。
- ツーリングが趣味でバイクはアドレス125とエストレヤを所持。
- 基本的に顔出しはしない。

## CD

### ベスト・アルバム
- Enchante（2023年/C103）

## その他
三洋物産の「海物語シリーズ」においてキャラクター「マリンちゃん」として大当たりラウンド中に流れるイメージソングを歌っている。
- Summer Days

「CRハイパー海物語 IN カリブ プレミアムソング」収録
「海物語10周年記念コンピレーションアルバム」収録
- Dance & Chance

ワリンとのデュエット曲
「CRハイパー海物語 IN カリブ プレミアムソング」収録
- 『だいすき』って気持ち

「CR大海物語スペシャル プレミアムサウンドトラック」収録
「海物語10周年記念コンピレーションアルバム」収録
- 『だいすき』って気持ち 〜ハワイアンバージョン〜

「CRA大海物語スペシャル With アグネス・ラム」
「海物語10周年記念コンピレーションアルバム」収録
- シュガシュガ・マリン・クルージング

「CRスーパー海物語 IN 地中海 プレミアムサウンドトラック」収録
「海物語10周年記念コンピレーションアルバム」収録
- ラブ☆ダッシュ

「CRスーパー海物語 IN 沖縄2 プレミアムサウンドトラック」収録
- ミラクルダイブ

「CRスーパー海物語 IN 沖縄2 プレミアムサウンドトラック」収録
- 光さす美らの海

ワリンとのデュエット曲
「CRスーパー海物語 IN 沖縄2 プレミアムサウンドトラック」収録
- フルスロットル・ラブ

「パチスロスーパー海物語」
- ラブ☆ダッシュ ≪Remix≫

「CRギンギラパラダイス クジラッキーと砂漠の国」
- AHS

VOCALOID2 猫村いろは　デモ音源「クレプシドラ」歌詞
（＠games　セルフィ内　サンリオ「キティ♪ライブ」エリア　デモ音源使用）
PCソフト「CrazyTalk5」「CrazyTalk6」　デモ画面　声
PCソフト「ビデオきれいにDVD」　デモ画面　声
- ジェネオン・ユニバーサル・エンターテイメント

「絶対可憐チルドレン」 ALL THE BEST ―主題歌集―　
2曲目「絶対love×love宣言!!」作詞
- (株)セガ

初音ミク感謝祭39's Giving Day公式動画「ミクの日感謝祭CMでぃばでぃば〜篇」
ナレーション
- ソフトメーカー　アニゼッタ

PCゲーム「12＋」 主題歌「The Only Knight」歌詞
- ティー ワイ エンタテインメント

CD「君のいる景色」内（プロデュース：しゃな）
「東京バベル」vo・作詞　
「最後の女王」vo
- ジェネオン・ユニバーサル・エンターテイメント

テレビ東京系　TVアニメ「絶対可憐チルドレン」
ED「絶対lovelove宣言!!」作詞
- PCゲーム「クレプシドラ」（メーカー：イーアンツ）

主題歌「クレプシドラ」vo・作詞
ED「13番目のおとぎの国」vo　
CD発売中
- 竹書房「まんがくらぶオリジナル」内「がんばれ！メメ子ちゃん」アニメDVD

OP「なんかいいこと」vo　
ED「がんばれ！恋の花」vo・作詞
アニメ内：ベティー　声
- （株）ポニーキャニオン

チャン・グンソク2nd Album『Nature Boy』内8曲目「Eden」（作詞） 
- 日本コロムビア（株）

TVアニメ「デート・ア・ライブ」11話劇中歌 「恋のEveryDay☆HappyDay」（作詞）
- （株）ティームエンターテインメント

love solfegeアルバムCD「Imperial Arc」5曲目「Judgment」(作詞)

11曲目「永遠への誓い」(作詞)

- （株）ランティス

喜多修平アルバムCD「ユメミルセカイ」内楽曲「金桜の契り」（作詞）

- （株）バンダイナムコエンターテインメント
- 太鼓の達人　「豊穣弥生」「Sweet Sweet Magic」「セイクリッド ルイン」「黒神クロニクル」「女神な世界Ⅱ」「シャイニング☆アブラカタブラ」「竜と黒炎の姫君｣「流浪の琥珀姫」｢閃光ヴァルキュリア」「Nosferatu」「SoulStone -闇喰イサァカス団-」（歌唱）「發条少女時計」（作詞）

- マルホン工業（株）

CR機「CR NINJA BLADE」内楽曲「蒼き閃光」（作詞）
- （株）オリンピア

パチスロ機「戦国乙女 〜剣戟に舞う白き剣聖〜」内楽曲「INORI〜聖なる想い〜」（作詞）
- オトメイト

PSPソフト「Princess Arthur（プリンセスアーサー）」内楽曲「永遠への誓い」（作詞）
- （株）バンダイナムコゲームス

AC「太鼓の達人 ニジイロVer．」内楽曲「豊穣弥生」「セイクリッド ルイン」「黒神クロニクル」「女神な世界Ⅱ」「シャイニング☆アブラカタブラ」「竜と黒炎の姫君｣「流浪の琥珀姫」｢閃光ヴァルキュリア」「Nosferatu」「SoulStone -闇喰イサァカス団-」（歌唱）「發条少女時計」（作詞）
- EXIT TUNES（株）

CD「EXIT TUNES PRESENTS Vocalosensation feat. 初音ミク」内楽曲「夕闇ノ殺メ唄」（作詞）
- スタッフィング

PCゲーム「催眠演舞」主題歌「眠れる森の少女」（作詞・歌唱）
- （株）F&C

PCゲーム「こなかな2」ED「あの夜を忘れない」（作詞・歌唱）
- （株）ひつじぐも

CD「シノバズセブンボーカルソング集」内楽曲「Love Addiction」（作詞）
「Mirage of the night」（作詞）
- （株）Speee

アプリゲーム「パーティ×パーティ」イメージソング「冒険ぐるぐる☆ふぁいやー」（作詞・歌唱）
- （株）ジャニーズ出版

関西ジャニーズjr「負けへんでBABY」（作詞）
- ひつじぐも

PCゲーム＆CD「シノバズセブン 02.大河（谷山紀章）」内楽曲「Love Addiction」（作詞）
PCゲーム＆CD「シノバズセブン 06.澤（鈴木達央）」内楽曲「Mirage of the night」（作詞）
- KAI Staff

PCゲーム「リヴォルバーガール☆ハンマーレディ」主題歌「錆びた月と弾丸」（作詞）
- マルホン工業

「CR戦国KIZUNA　第三陣　暁の鬼」内楽曲「暁の鬼」（作詞）
「2017 戦国乙女～TYPE-A～」 内楽曲「闇灯篭」（作詞）
「パチスロ戦国乙女2～深淵に輝く気高き将星～」 内楽曲「闘志の華」（作詞）
- KDDI

携帯アプリ「てのりんLat式ミク」内楽曲「ハピハピ☆オレンジ」「JET☆STREAM」（作詞）
- ティームエンターテインメント

「CLOCK ZERO 〜終焉の一秒〜」ミニアルバムCD「Beautiful World」6曲目「Judgment」（作詞）
- avex

CD・DVD「花楽里漫葉集 feat.初音ミク」「夕闇ノ殺メ唄」「紅蓮百鬼夜行」（作詞）
- サンクチュアリ

PSPソフト「雅恋〜MIYAKO〜 あわゆきのうたげ」主題歌「金桜の契り」（作詞）
- ランティス

CD「金桜の契り/月下の調べ [Single, Maxi]」「金桜の契り」（作詞）
- バンダイナムコエンターテインメント

PS Vitaソフト「太鼓の達人 Vバージョン」ゲーム内「黒神クロニクル」（歌唱）「女神な世界 II」（歌唱）「女帝 〜インバラトゥーラ〜」（作詞）
AC「竜と黒炎の姫君」（作詞・歌唱）「マリオネットピュア」（作詞・歌唱）「セイクリッドルイン」（作詞・歌唱）「Nosferatu」(作詞・歌唱)
PS4ソフト「太鼓の達人 セッションでドドンがドン！」内「流浪の琥珀姫」(作詞・歌唱) 「閃光ヴァルキュリア」(作詞・歌唱)
- 携帯アプリゲーム『ミラクルニキ』内「夜空の華 -マーベル大陸大花火大会 」PV「宵闇花火」（作詞・歌）

- EXIT TUNES CD「EXIT TUNES PRESENTS Meiconic feat. MEIKO」6曲目「夕闇ノ殺メ唄」（作詞）

- コナミアミューズメント

AC「REFLEC BEAT 悠久のリフレシア」内討伐クエスト「刹那のカーリギッド 〜セトリオスの6の赦罪より〜」（作詞・歌）
- 長野県

飯田市ナミキちゃん公式ソング～「おいでよ！LOVE☆飯田パラダイス」（補作詞）
- 「うぇいくあっぷがーるZOO！」エイプリルフール企画「アイちゃんMASTER ハッピーライブ！」内「ヒロイック☆ヒレリズム」（作詞）

- Storia

ドラマCD『きょういちくんとの一生』イメージソング「Promise」（作詞）
- 携帯ゲーム「コンパス」

コクリコのテーマ「撥条少女時計」（作詞）
- メメントモリ Lament Collection Vol.1
  - ゲーム『メメントモリ』「まっかっか」（歌）キャラクター専用曲